# Die privaten Nachmittage der Pamela Mann
Die privaten Nachmittage der Pamela Mann (Originaltitel: The Private Afternoons of Pamela Mann) ist ein US-amerikanischer Pornofilm von Radley Metzger mit Barbara Bourbon als Hauptdarstellerin, der wie der Film Deep Throat zu den Klassikern der Pornogeschichte zählt.

## Handlung
Die Frau eines Unternehmers vertreibt sich die Nachmittage mit vielseitigen sexuellen Spielen. Der eifersüchtige Mann beauftragt einen Detektiv, seine Ehefrau Pamela Mann zu beschatten, der ihm diverse Szenen auf Film aufnimmt. Nebenbei übt sich der Privatdetektiv als Hobbypsychologe und entwickelt Theorien über Pamelas Sexualverhalten, ohne zu wissen, dass sie und ihr Mann eine besondere Vereinbarung haben.

## Wissenswertes
- Der Film ist Regisseurs Metzgers erster Hardcorefilm und wurde unter seinem Pseudonym Henry Paris gedreht.
- Der Film gehört in die Reihe von Filmen wie Naked Came the Stranger (1975), The Opening of Misty Beethoven (1976) und Barbara Broadcast (1977), die in den 1970ern den so genannten Porno-Chic-Boom dieser Jahre begründeten.
- Der Film wurde im Super 16-Format fotografiert, um Geld und vor allem Zeit zu sparen.
- Radley Metzger drehte unter dem Pseudonym Henry Paris, um seinen guten Ruf (und den seiner Firma Audubon Films) nicht zu gefährden.
- Der Film wurde im September 2001 auf DVD veröffentlicht.

## Auszeichnungen
- Der Film wurde 1986 in die XRCO Hall of Fame aufgenommen.